# Ledvina
Ledvina (lat. ren,renes, řec. νεφρός, nefrós) savců je párový orgán uložený v bederní části tzv. retroperitoneálním prostoru. Má celou řadu funkcí. Slouží k udržování stálosti vnitřního prostředí a odstraňování odpadních produktů, které z těla odcházejí v podobě moči.

## Anatomie ledviny
Ledvina má oválný, fazolovitý tvar, má červenohnědou barvu, na povrchu je hladká a je kryta tenkým vazivovým pouzdrem, které se dá z ledviny lehce sloupnout. Na mediálním okraji ledviny je ledvinová branka (hilus renalis), kudy vstupuje do ledviny tepna a žíla a odkud vystupuje močovod. Branka prohloubí do ledviny hlubokou ledvinovou jamku (sinus renalis), kde je uložena ledvinová pánvička (pelvis renalis). Na povrchu tvoří souvislou vrstvu (4–8 mm) světlejší kůra. Směrem k sinus renalis z ní odstupují sloupce, které od sebe oddělují sousední ledvinové pyramidy tvořené dření. Jednotlivé pyramidy tvoří ledviné lalůčky. Ledvinu tak tvoří spousta malých ledvinných lalůčků, ústících do jednoho společného vývodu, které srostly během vývoje. U skotu, mořských savců (kytovci, lední medvěd) nedošlo ke srůstu jednotlivých lalůčků, proto je ledvina laločnatá, renkulizovaná.
Člověk má (podobně jako prase) multipapilární ledvinu – to znamená, že do ledvinné pánvičky ústí vývody každý svým vlastním ledvinovým kalíškem, což je pozůstatek původní laločnaté ledviny, která ale v průběhu vývoje srůstá. U koně, psa a kočky pokročil srůst tak daleko, že laloky již nelze rozlišit, srostlé kalíšky tvoří v ledvinné pánvičce jednolitý hřeben.
Ledvina je kryta vazivovým pouzdrem, na které naléhá řídké pojivo prorostlé tukem, který chrání ledvinu před mechanickým poškozením. K ledvině se přikládá nadledvina, endokrinní žláza.
Ledviny jsou uloženy pod stropem břišní dutiny. (nejsou obaleny pobřišnicí). Závěs ledvin bývá často volný, takže se jejich poloha může měnit (např. při dýchání). U psa, koně a přežvýkavců je levá ledvina uložena blíže k hlavě než pravá.
Parenchym ledviny je zřetelně rozdělen na hnědočervenou zrnitou kůru a světlejší dřeň.

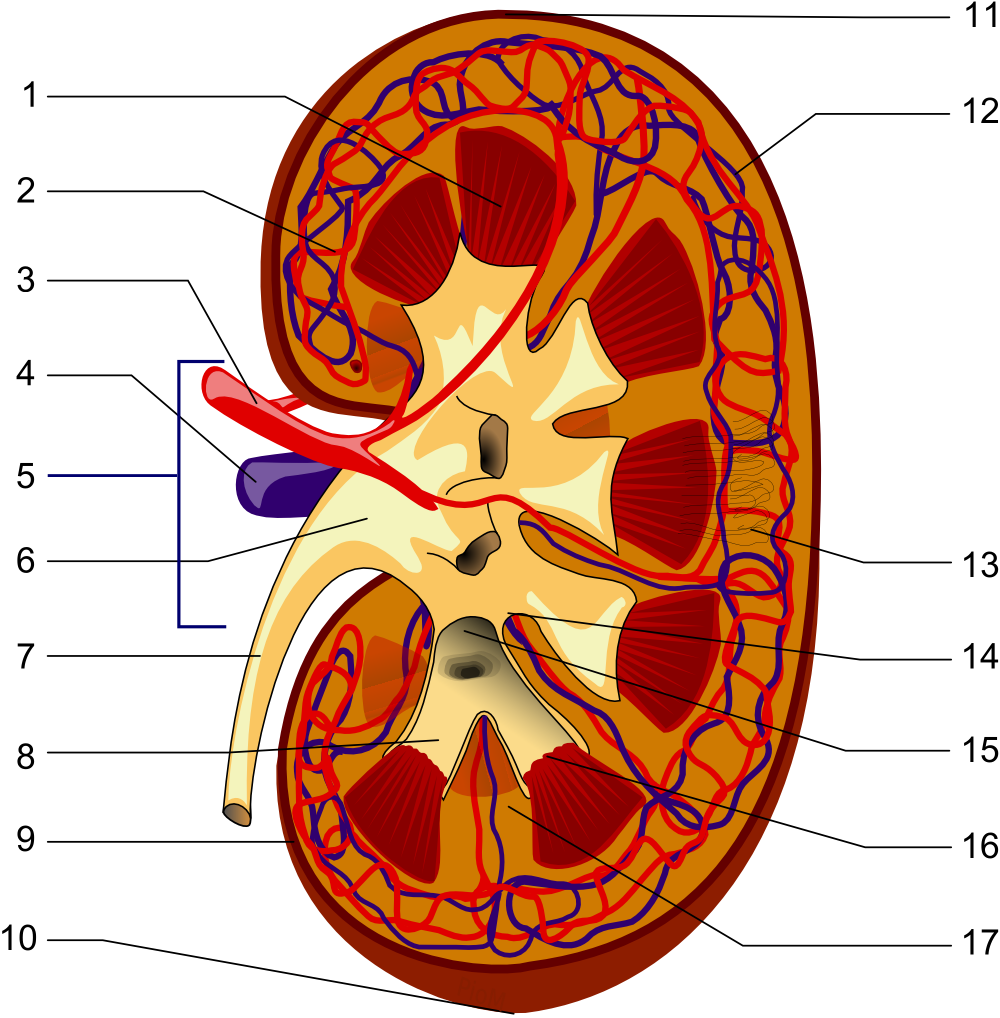
Anatomie ledviny:
1. pyramidy
2. odvádějící tepna
3. renální tepna
4. renální žíla
5. branka
6. pánvička
7. močovod
8. kalíšek
9. vazivové pouzdro
10. spodní pouzdro
11. horní pouzdro
12. přívodní žíla
13. nefron
14. kalíšek
15. kalich
16. papila
17. sloupek

## Struktura a činnost ledviny
Základní funkční jednotkou ledviny je nefron. Je hlavní součástí kůry. Ledvina člověka má asi 1 milión nefronů, ledvina skotu asi 8 miliónů. Přes membránu filtrují krevní plazmu, takto vzniklou primární moč zpětnou resorbcí zahustí a vzniklá hypertonická definitivní moč je pak soustavou vývodných kanálků (tubuli coligentes) odváděna do ledvinné pánvičky, odkud odtéká do močovodu. Dřeň ledviny je tedy tvořena především vývodnými kanálky a tzv. Henleovou kličkou nefronu.

### Člověk
Každý den přefiltrují ledviny asi 1500–1800 litrů krve. U člověka činí minutový průtok krve ledvinami (klidový stav) 1,2 litru, z toho kůrou ledviny 925 ml, zevní zónou dřeně 225 ml a vnitřní zónou dřeně 50 ml. Za 1 minutu ledviny spotřebují 18 ml O2.
Krev protéká dvěma za sebou uspořádanými kapilárními řečišti – v glomerulu, kde je relativně vysoký tlak krve řízený odporem průsvitu přicházející tepénky a nízkotlakou kapilární sítí, která slouží k výživě buněk kanálků a výměně látek mezi tubuly a krví.
Nefrony se dělí na dva základní typy – korové, v kůře ledviny, které mají krátké Henleovy kličky a juxtamedulární, ze kterých odcházející arterioly jdou ve formě přímých cév (vasa recta) do hloubky dřeně a tu zásobují krví. Její zvýšené prokrvení způsobí pokles osmolality dřeně (tzv. vymývací efekt) a tím poklesne i koncentrační schopnost ledvin (tlaková diuréza).

#### Autoregulace průtoku krve
Průtok krevní plazmy (RPF) a glomerulární filtrace (GFR) se mění v rozmezí systémového tlaku krve 10,6–26,6 kPa, jen velmi málo i u denervované ledviny. Pokud tlak poklesne pod 10,6 kPa, je autoregulace nemožná a klesá i průtok krve s glomerulární filtrací. Průtok krve se stanovuje na základě Fickova principu změřením ledvinového průtoku plazmy (cca 0,6 l/min) pomocí p-aminohippurátu.
Glomerulární filtrace (GFR) je rovna objemu tekutin, který je profiltrován všemi glomeruly za jednotku času [ml/min]. Renální frakce je pak rovna podílu GFR/RPF.

#### Faktory určující hodnotu glomerulární filtrace
1. efektivní filtrační tlak v glomerulu, jeho hodnota je cca 6,0 kPa;
2. plocha filtrace;
3. hydraulická vodivost GFR, která určuje míru propustnosti glomerulu pro vodu.[1]

## Části ledvin
- dřeň ledvin (medulla renalis) tmavě červená tkáň (pod číslem 1 na prvním obrázku);
- kůra ledvin (cortex renalis);
- pánvička ledvinná (pelvis renalis) sbírá moč, ta je odváděna do močovodu.

## Nemoci ledvin
Onemocnění ledvin mohou vznikat z celé řady příčin a vyústit až v renální selhání, které se dělí na akutní (trvající do 3 měsíců) a na chronické (trvající déle než tři měsíce) v angličtině označované zkratkou CKD („chronic kidney disease“). Pro akutní renální selhání se používá klasifikace RIFLE.  Pro chronické renální selhání klasifikace KDOQI, která má pět stupňů:
- CKD I: normální, nesnížená glomerulární filtrace (glomerulární filtrace > 1,5 ml/s)
- CKD II: lehká ledvinná nedostatečnost (glomerulární filtrace 1,0–1,49 ml/s)
- CKD III: středně těžká ledvinná nedostatečnost (glomerulární filtrace 0,5–0,99 ml/s)
- CKD IV: těžká ledvinná nedostatečnost (glomerulární filtrace 0,25–0,49 ml/s)
- CKD V: ledvinné selhání (glomerulární filtrace < 0,25 ml/s)

## Funkce ledvin
- Tvorba primární moči a úprava na definitivní moč (hypertonický);
- exkrece moči (hlavně močovina), metabolity;
- udržování homeostázy, regulace dynamické rovnováhy;
- endokrinní funkce (renin, erytropoetin)
- regulace objemu vody v těle;
- vylučování toxických látek, léků a jiných metabolitů;
- regulace krevního tlaku;
- druhá hydroxylace vitaminu D (přeměna na aktivní formu, po první hydroxylaci v játrech).